# Лебанон (Теннесси)
Ле́банон (/ˈlɛbnən/) — город, окружной центр округа Уилсон, штат Теннесси, США. Население составляло 26 190 человек по переписи 2010 года и, по оценкам, 36 479 человек в 2019 году (22-й по количеству жителей город штата). Лебанон расположен в центре штата Теннесси, примерно в 40 км к востоку от Нашвилла.

## История
Город был основан в 1801 году и был назван в честь библейских кедров Ливана. Местные жители назвали Лебанон «кедровым городом» из-за обилия кедров в этом районе.
В 1847 году уроженец города Джеремия Ралстон стал основателем одноимённого поселения в штате Орегон.

## География
По данным Бюро переписи населения США, общая площадь города составляет 100 км², из которых 99,6 км² — земная поверхность и 0,03 % — водная.

## Население

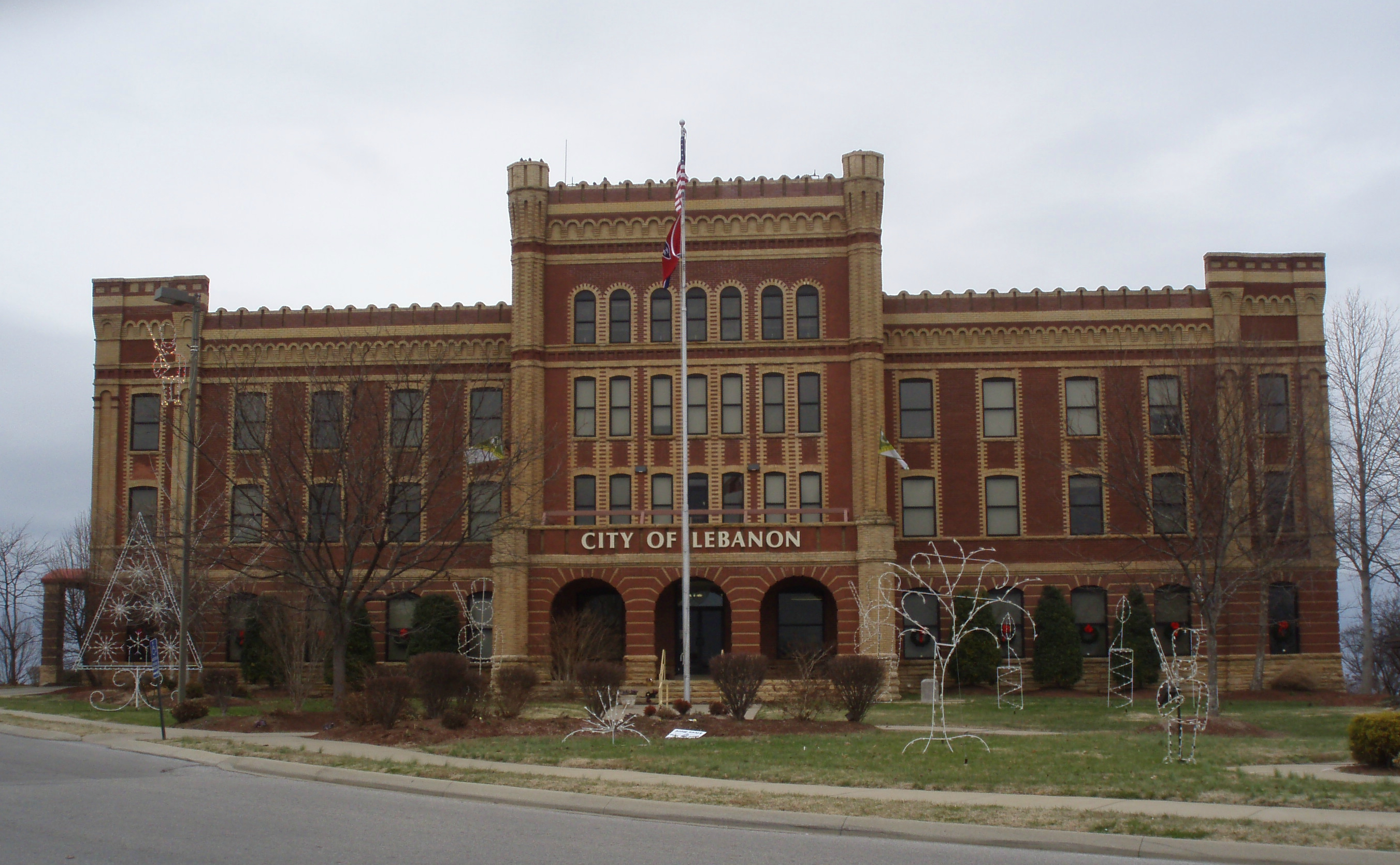
Городская мэрия Лебанона

По данным переписи 2000 года в городе проживало 20 235 человек, насчитывалось 7 987 домашних хозяйств и 5 319 семей. Плотность населения составляла 267,2 человек на км2. Расовый состав населения города составлял 82,89 % белых, 13,78 % афроамериканцев, 0,33 % коренных американцев, 0,82 % азиатов, 0,03 % жителей тихоокеанских островов, 1,00 % представителей других рас и 1,15 % представителей двух или более рас. Испаноязычные составляли 2,26 % населения независимо от расы.
По возрасту население распределено следующим образом: 23,9 % младше 18 лет, 11,2 % от 18 до 24, 29,0 % от 25 до 44, 21,7 % от 45 до 64 и 14,2 % старше 65 лет. Средний возраст-35 лет. На каждые 100 женщин приходилось 90,6 мужчин. На каждые 100 женщин старше 18 лет приходилось 87,1 мужчин.
Средний доход домохозяйства в городе составлял 35 118 долларов, а средний доход семьи- 45 094 доллара. Средний доход мужчин составлял 31 207 долларов против 24 420 долларов у женщин. Доход на душу населения в городе составлял 20 366 долларов. Около 9,3 % семей и 13,0 % населения находились за чертой бедности, в том числе 16,0 % лиц в возрасте до 18 лет и 16,4 % лиц в возрасте 65 лет и старше.

## Медиа

### Газеты
- Лебанонский демократ, выходит со вторника по субботу
- The Wilson Post, выходит дважды в неделю

### Радио
- WANT 98.9 FM, кантри-музыка, события и новости округа[12]
- WRVW 107.5 FM,лицензированная радиостанция[13]
- WTWW, коротковолновая радиостанция, работающая на нескольких частотах

### Телевидение
- WJFB 66, религиозное телевидение
- WRTN 6, местное телевидение

## Инфрастурктура

### Транспорт
Межштатная автомагистраль 40 проходит к югу от города и имеет три съезда, соединяющие Лебанон с сетью дорог. Шоссе 70 соединяет город с Нашвиллом на западе и Смитвиллом на юго-востоке. Шоссе 231 соединяет город с Мерфрисборо на юге и Скоттсвиллом, штат Кентукки, на севере. Хартманн-драйв и Мэддокс-Симпсон-Паркуэй образуют частичную кольцевую дорогу вокруг города. Конечная станция межштатной автомагистрали 840 расположена к западу от города. Государственная трасса 109 проходит к западу от города и соединяется с Галлатином севернее. Второстепенные государственные маршруты 141 и 166 также проходят через Лебанон.
Железнодорожное сообщение началось в 1871 году с ныне несуществующей железной дороги Теннесси и Пасифик, которая шла до Нэшвилла. Последний поезд прошёл по ней в 1935 году.

## Образование
Лебанонский специальный школьный округ включает в себя четыре начальные школы и две средние школы. Округ Уилсон управляет несколькими дополнительными начальными и средними школами в Лебаноне и в самом округе, включая Центральную среднюю школу Уилсона и Лебанонскую среднюю школу. В Лебаноне также расположены две частные школы: христианская школа дружбы и христианская Академия Макклейна.
В Лебаноне также находится Университет Камберленда, основанный в 1842 году. Университет имеет богатое наследие и выпустил более восьмидесяти конгрессменов и сенаторов, таких как Альберт Гор-старший и Томас Гор. Также его выпускником был лауреат Нобелевской премии мира Корделл Халл, который занимал пост госсекретаря с марта 1933 по ноябрь 1944 года.

## В городе родились
- Джордж Хаддлстон, конгрессмен от 9-го округа Алабамы с 1915 по 1937 год.

## В фильмах
- Город Лебанон — основное место событий фильма «Доказательство смерти» (режиссёр — Квентин Тарантино).